# ポール・ブールジェ

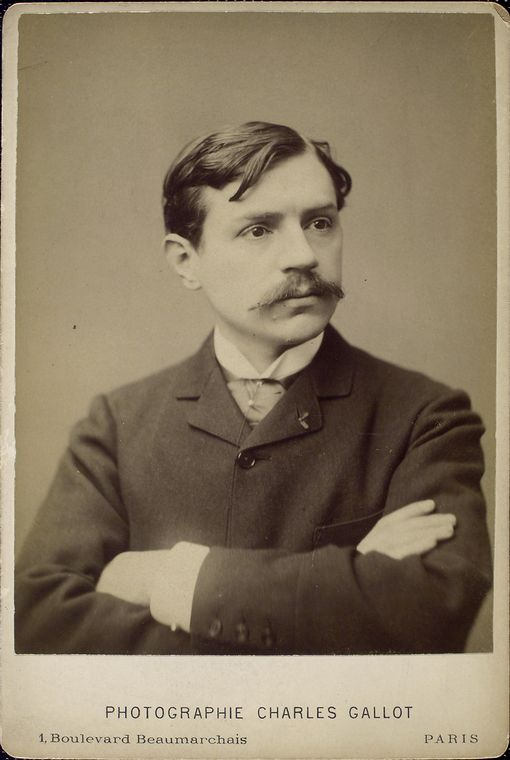
ポール・ブールジェ

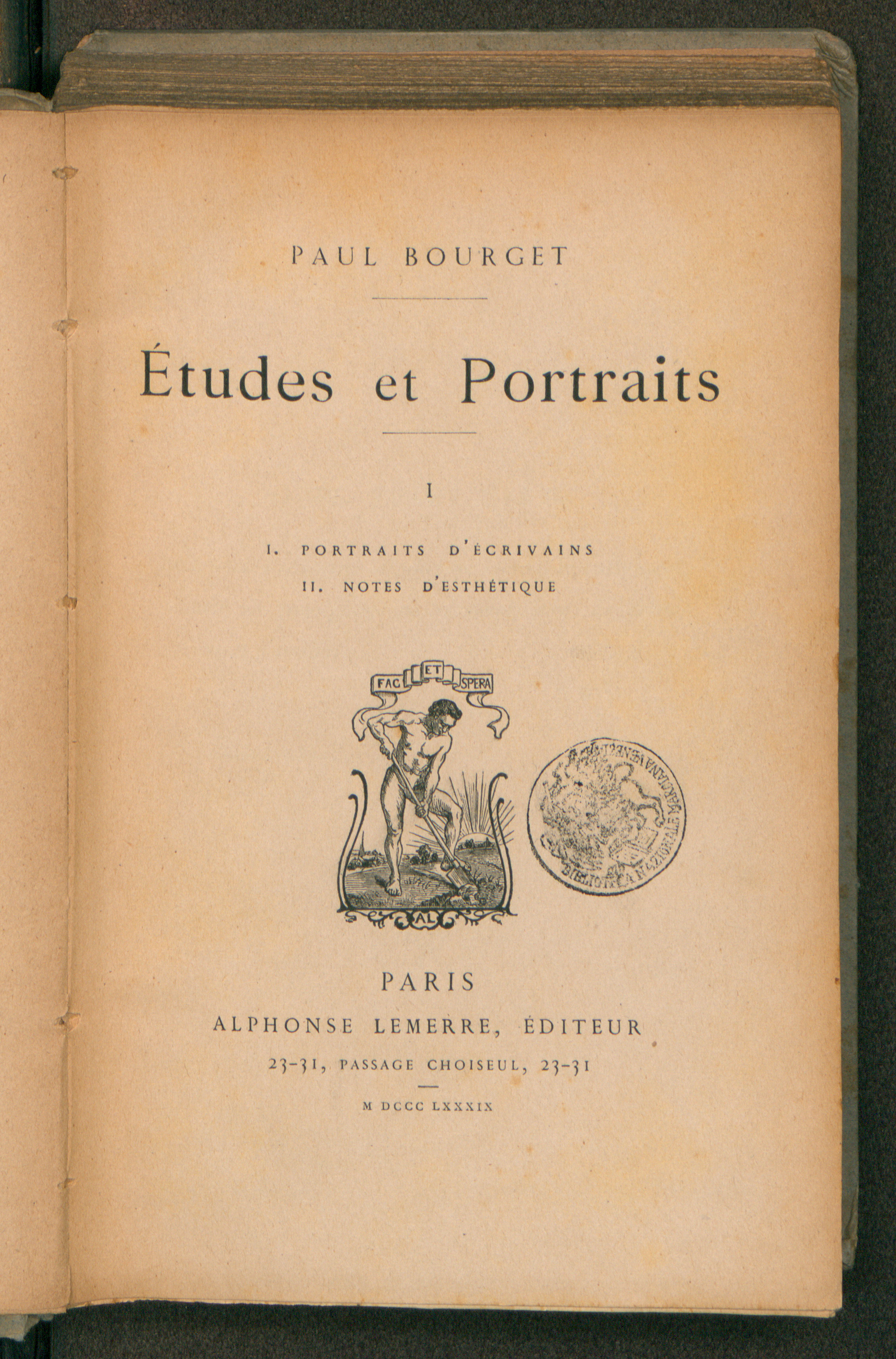
『Études et portraits』 1889年

ポール・ブールジェ (Paul Bourget、1852年9月2日 - 1935年12月25日) は、フランスの批評家、作家。

## 前半生
ポール・ブールジェはフランス北部のピカルディ地域圏ソンム県アミアン郡アミアンで誕生する。父の仕事の関係で生後まもなくクレルモン＝フェランに移って主に同地で育った。父ジュスタンは数学者であり、クレルモン＝フェランにある学校で教員として数学を教えていた。5歳の時に母のアンヌがこの世を去った。ブールジェはパリにあるコレージュ・サント＝バルブで学んだあと、モリエールやヴィクトル・ユゴーが通った名門校リセ・ルイ＝ル＝グランに入学する。同級生のドニー・コシャン、フェルディナン・ブリュンティエールやアンリ・ベクレルらと知己を結ぶ。在学中に哲学を学び、カトリックの信仰に疑問を抱いて1867年に棄教して無神論者になった。卒業後、高等研究実習院に通った。1871年にパリ・コミューンを目撃する。
ブールジェはハインリヒ・ハイネ、ジョージ・ゴードン・バイロン、オノレ・ド・バルザック、ヴィクトル・ユーゴーに鋭く感化されて、詩人を志し、二十歳頃から詩作を始めて1872年に処女詩集『Au bord de la mer』を発表した。この頃にブールジェはテオドール・ド・バンヴィル、ステファヌ・マラルメ、ポール・ヴェルレーヌといったあまねく高踏派の文化人たちと会食して親睦を交わした。特にアンドレ・ジルやフランソワ・コペーと親交が深かった。ブールジェは高踏派詩人として『La Vie inquiète』、『Petits Poèmes』、『Le Parnasse contemporain』、『Edel』等の複数の詩集を発表したが、けれど当時の世に認められなかった。その後ブールジェは詩人を転じて批評家になったが、それはやがて結実して世に頭角を現すことになる。ブールジェはイポリット・テーヌに影響を強く受けていたことから実証的思考を培われ、人間を科学的に心理分析した。月刊誌『Revue des Deux Mondes』や、『Renaissance littéraire et artistique』誌などの記者を勤めた。それから実証主義の筆頭者として総合誌『La Revue indépendante』など複数の雑誌に寄稿し、さらに『Globe』誌で演劇評論家として活躍、『Nouvelle revue』誌の専属コラムニストとなる。この頃からブールジェは病理的な精神疾患の解明を追い求める。主にシャルル・ボードレール、エルネスト・ルナン、スタンダール、ギュスターヴ・フローベールなどを研究した。1883年ころから、さまざまな雑誌に心理学的な視点を用いて批評、分析した作家に関する記事を数多く寄稿する。やがて近代文学を批評した大作『Essais de psychologie contemporaine』を発表して大いに反響を呼んだ。当作にてスタンダールを再評価した。
ブールジェは1884年に中編小説『L'Irréparable』を発表。次いで1885年に実験心理を用いた長編『Cruelle énigme』、1886年に不倫を題材にした『Un crime d'amour』、1887年にシェイクスピアの『ハムレット』を下敷きにしたと考えられる『André Cornélis』などの小説を発表した。作風は往々にして内的独白を伴うものであり、とりわけ貴族や上流階級の病理的心理分析に定評があった。1887年に発表された心理小説『Mensonges』はオクターヴ・ミルボーの影響が濃い。ブールジェは画家ポール・シャバをいたく気に入って著作の挿絵を依頼した。ブールジェの詩は再評価されて作曲家クロード・ドビュッシーによって曲が付けられた。特に『Les Cloches』、『Beau soir』といった楽曲が名高い。

## 合い間の時
ブールジェは1890年にミニー・ダヴィッドと教会で挙式をあげて婚約。妻ミニーはイタリア語が解せたことからブールジェの親友であったイタリアの作家マティルデ・セラオの著作『Paese di Cuccagna』を仏訳した。
時期を前後してブールジェはイングランド、アイルランド、スコットランド、ドイツ、スイス、ギリシャ、スペインなどヨーロッパ諸国を漫遊した。それからモロッコ、パレスチナも訪れた。イギリスではロンドンやオックスフォードに滞在してウォルター・ペイターやヴァーノン・リーと交流した。アイルランドではウィリアム・バトラー・イェイツと出会い懇親を深めた。それからブールジェはアメリカ合衆国に発ちニューヨーク、フロリダ、シカゴ、セイラム、ボストン、マサチューセッツを訪れて一年近く米国に滞在した。1893年にロードアイランド州ニューポートでイーディス・ウォートンと出会い、その後も交友が生涯にわたって続きウォートンがフランスを訪問した時にも歓迎している。ウォートンはブールジェの著作を英訳して米国に紹介した。ブールジェは米国から帰国後、2巻の批評書『Outre-Mer』を刊行した。またブールジェはイタリアのローマを訪れ、それ以降イタリア全土を回り、とりわけシエーナに魅せられた。やがて著作『Sensations d’Italie』を著した。ヴェネツィアにひと時滞在してバルバロ宮で美術史家バーナード・ベレンソンや画家ジョン・シンガー・サージェントと交流した。またローマにも半年ちかく滞在した。現地のサロンで多くの貴族や文化人と親交を結ぶ。さらに教皇レオ13世からも招待された。

## 後半生
いつしかブールジェは19世紀後半の退廃的衰退をローマ帝国の衰退になぞらえはじめる。1889年に長編小説『Le disciple』 を発表して実証主義の悲劇をあばきたて、近代科学的決定論や実証主義を痛烈に批判し、倫理や道徳を唱えた。さまざまな論争を巻き起こし、結果的に好調な売れ行きを見せた。これによってかつて心酔したテーヌの実証主義と完全に決別した。ブールジェはエミール・ゾラや自然主義者と激しく対立。1892年に旗揚げされた反自然主義の文芸誌『La Revue hebdomadaire』に参加した。本誌の寄稿者の多くはかつてゾラに感化されてのちに失望していった者が中心であった。ブールジェは1894年5月31日にマクシム・デュ・カンの後任としてアカデミー・フランセーズ会員席次33に選出された。
ブールジェはドレフュス事件に際して反ドレフュス派の急先鋒として右派組織フランス祖国同盟に加入した。それからまた反ドレフュス派の批評家シャルル・モーラスも参加した王党派右派組織アクション・フランセーズに感銘を受けて熱狂的な支持者になった。ブールジェはかつて若年期にカトリックを棄教したことから長きにわたって無神論者であったが、1890年代の様々な書簡から徐々に心境の変化が垣間見え、1901年になってカトリックへと帰依して改心した。1902年の『L'Étape』や1904年の『Un Divorce』といった小説では社会的責任を主張する思想小説を多くものする。この頃のブールジェはカトリック教会の道徳や伝統を重んじてさらに国家主義、王党主義の回帰を主唱している。ブールジェは共産主義者を痛烈に批判し、後年にはベニト・ムッソリーニがはしがきをよせた1929年の著作『Le Visage de l'Italie』に寄与した。
1914年3月に新聞記者でジャーナリストのガストン・カルメットが『フィガロ』紙の室内で銃撃されて暗殺される事件が起きる。その暗殺事件の際、ブールジェは偶然にも友人カルメットと打ち合わせのため現場にいたため目撃者となった。事件の原因について実行犯の婦人アンリエット・カイヨは夫である元首相・急進党党首で現ドゥメルグ政権の財務大臣ジョゼフ・カイヨーに対する批判キャンペーンに激怒して犯行に及んだ。
ブールジェは長年における業績を認められて1885年にレジオンドヌール勲章のシュヴァリエ、1895年にオフィシエ、1923年にコマンドゥール、1931年にグラントフィシエ
、1935年にグランクロワをそれぞれ同勲章を昇級していく形で授与された。ブールジェはスウェーデンの作家でスウェーデン・アカデミーの会員カール・アルフレッド・メリンの推挙で1915年、フランスの小説家でアカデミー・フランセーズの会員ルネ・バザンによる推挙で1907年、1909年、1914年、1928年にそれぞれノーベル賞の文学賞にノミネートされた。妻ミニーは1932年10月に死去。ブールジェは1935年のクリスマスにフランスのパリでこの世を去った。ブールジェの遺骸はモンパルナス墓地に埋葬された。

## 著作

### 批評・エッセー
- Essais de psychologie contemporaine (1883)

『近代心理論集 1』 （平岡昇訳 弘文堂書房 1940年）
『現代心理論集 : デカダンス・ペシミズム・コスモポリタニズムの考察』 （平岡昇、伊藤なお訳 法政大学出版局 1987年）
- Ernest Renan (1883)
- Nouveaux essais de psychologie contemporaine (1886)
- Études et portraits (I Portraits d'écrivains et II Notes d'esthétiques) (1891)
- Physiologie de l'Amour Moderne (1891)
- Sensations d'Italie (Toscane. Ombrie. Grande-Grèce) (1891)
- Guy de Maupassant (1893)
- Outre-mer. (Notes sur l'Amérique) 1895)
- Études et portraits III (1903)
- Nos traditions nationales, comment les défendre ? (1904)
- La Renaissance du traditionalisme en politique (1904)
- Études et portraits IV (1906)
- L’Œuvre de Gustave Flaubert (1907)
- Pages de critique et de doctrine (1912)
- Nouvelles Pages de critique et de doctrine (1922)
- La Leçon de Maurice Barrès (1924)
- L'Art du roman chez Balzac (1926)
- L'Actualité de Sainte-Beuve (1927)
- Quelques témoignages, (1928
- Le Centenaire d'Hippolyte Taine (1928)
- Au service de l'ordre (1929 – 1932)
- Sur la Toscane, (1929)

### 長編
- Cruelle énigme (1885)
- Un crime d'amour (1886)
- André Cornélis (1887)
- Mensonges (1887)
- Le Disciple (1889)
- Un cœur de femme (1890)
- Cosmopolis (1892)
- La Terre Promise (1892)
- Steeple-Chase (1894)
- Une idylle tragique (mœurs cosmopolites) (1896)
- La Duchesse Bleue (1898)
- Trois petites filles (1899)
- L'Écran (1900)
- L'Étape (1902)
- Un divorce (1904)
- L'Émigré (1907)
- La Dame qui a perdu son peintre (1910)
- Le Démon de midi (1914)
- Le Sens de la mort (1915)
- Lazarine (1917)
- Némésis (1918)
- Laurence Albani (1919)
- Un drame dans le monde (1921)
- L'Ecuyère (1921)
- La Geôle (1923)
- Le Roman des quatre (1923 – 1926)
- Cœur pensif ne sait où il va (1924)
- Tragiques remous, (1924)
- Le Danseur mondain (1926)
- Nos actes nous suivent (1927)
- Agnès Delas, (1929)
- La vengeance de la vie (1930)
- La rechute, (1931)
- Le Diamant de la reine (1932)

### 中短編
- L'Irréparable (1884)
- Pastels (dix portraits de femmes) (1889)
- Nouveaux pastels (dix portraits d'hommes) (1891)
- Aline ; Croquis londoniens ; Jules Vallès (1891)
- Un scrupule (1893)
- Un Saint ; Antigone ; Un humble ; Un joueur ; Autre joueur ; Aline ; L'ancêtre (1894)
- Voyageuses (1897)
- Recommencements (1897)
- Complications sentimentales (1898)
- Drames de famille ; L'échéance ; Le luxe des autres ; Cœurs d'enfants (1900)
- Un homme d'affaires ; Dualité ; Un réveillon ; L'outragé (1900)
- Monique ; Les gestes ; Reconnaissance, Trois récits de guerre (1900)
- Bob Milner (1902)
- L'Eau Profonde (1902)
- Les Deux Sœurs. Le cœur et le métier (1905)
- Les Détours du cœur (1908)
- La barricade. Chronique de 1910 (1910)
- Vision d'Autriche, monographie, de Marie-Anne de Bovet et collectif (1911)
- L'Envers du décor (1911)
- Le testament, (1919)
- Le Justicier ; La cachette ; Le carré d'orties ; Le fruit juge l'arbre ; L'apache (1919)
- Anomalies (1920)
- Profil de veuve, (1920) ; L'aveu menteur (1921) ; L'écuyère (1921)
- Conflits intimes (1925)
- Le tapin (1927)
- Confidences de femmes, nouvelle inédite, (1927)
- Deux nouvelles : Le scrupule de l'apostat ; Confidences de femmes, (1928)
- Cryptesthésie (1930) ; Une âme d'enfant (1930) ; Le Buste posthume (1930)
- L'Honneur du Nom (1933)

### 韻文
- Au bord de la mer (1872)
- La Vie inquiète (1875)
- Petits Poèmes (1876)
- Le Parnasse contemporain (1876)
- Edel (1878)
- Les Aveux (1882)
- Hélène; dialogue lyrique (1923)

### 劇
- Idylle tragique(1896)
- Un divorce (1908)
- L'Émigré(1908)
- Un cas de conscience(1910)
- La Barricade, chronique de 1910(1910)
- Le Tribun(1911)
- La Crise(1912)

## 邦訳
- 『近代心理論集 1』平岡昇訳 弘文堂書房 1940年
- 『現代心理論集－デカダンス・ペシミズム・コスモポリタニズムの考察』平岡昇、伊藤なお訳 法政大学出版局 1987年
- 『作家の心理－ボオドレエル・フロオベエル・スタンダアル』平岡昇訳 山本書店 1935年
- 「スタンダール論」『フランス世紀末文学叢書14 評論・随想集』青木謙三訳 国書刊行会 1990年
- 「バルザックと従兄ポンス」『世界批評大系4 小説と現実』石井晴一訳 筑摩書房 1975年
- 「フローベール」『フローベール全集10』平岡昇訳 筑摩書房 1970年
- 「アンドレ・コルネリス」『ブールジェ 新集世界の文学23』田辺保訳 中央公論社 1970年
- 『弟子　アンドレ・コルネリス 世界文学全集』山内義雄訳 新潮社 1930年
- 『秩序の為に』森下辰夫訳 至文堂 1937年
- 『死の意義』滝口亮訳 明窓社 1940年
- 『罪 モニック』新城和一訳 東京堂 1941年
- 『傷ましい謎』田辺貞之助訳 春陽堂 1940年
- 『家』広瀬哲士訳 東京堂 1940年
- 『眞晝の悪魔』広瀬哲士訳 東京堂 1941年
- 『弟子』 内藤濯訳 岩波書店 (岩波文庫 上・下) 1941年、復刊1992年
- 『嘘』 内藤濯訳 岩波文庫(上・下) 1951-52年、復刊2002年

以下は木村太郎訳
- 『裁く人』春陽堂世界名作文庫 1932年 
  - 復刻：ゆまに書房「昭和初期世界名作翻訳全集」2008年
- 『愛 裁く者』春陽堂 1939年 - 各・新版 1952年
- 『大戦と女たち』春陽堂 1939年
- 『死の意味』春陽堂 1940年
- 『死』小山書店 1951年、新潮文庫 1952年